# Zele girishi
Zele girishi är en stekelart som beskrevs av Sharma 1985. Zele girishi ingår i släktet Zele och familjen bracksteklar. Inga underarter finns listade i Catalogue of Life.